# Dobczyce
Dobczyce – miasto w województwie małopolskim, w powiecie myślenickim, siedziba gminy miejsko-wiejskiej Dobczyce, położone w dolinie rzeki Raby, między Pogórzem Wiśnickim a Pogórzem Wielickim. Jeden z ośrodków miejskich aglomeracji krakowskiej.
Według danych GUS z 1 stycznia 2024 r. miasto liczyło 6163 mieszkańców. Powierzchnia miasta wynosi 12,97 km² (1 stycznia 2024).
Dobczyce uzyskały lokację miejską w 1340 roku. Dobczyce były miastem królewskim położonym w końcu XVI wieku w tenucie dobczyckiej w powiecie szczyrzyckim województwa krakowskiego.

## Nazwa
Miejscowość ma metrykę średniowieczną i istnieje co najmniej od XIII wieku. Wymieniona po raz pierwszy w 1266 w języku łacińskim Dobsiche, 1310 Dopzcicz, 1321 Dobschicz, 1326 Dobssicz, 1340 Dopschicze, 1347 Dobshicz, 1362 Dobszycz, 1367 Dobsicze, 1391 Dobeschicz, 1392 Dobszycze, 1396 Dobszce, 1398 Dobsicz, 1477 Dobstzicz, 1478 Dopsicze, 1481 Dobschitcz, 1523 Dopschycze, 1528 Dopszicze .

## Historia
Początkowo miejscowość była wsią odnotowaną po raz pierwszy w 1266 roku. Prawa miejskie zostały nadane Dobczycom około roku 1310. Miejscowość należała do króla polskiego w tenucie szlacheckiej. W 1340 król polski Kazimierz Wielki uwolnił mieszczan dobczyckich od opłat celnych, aby podnieść stan materialny miasta. W 1359 roku wydzierżawił on na okres 2 lat cło dobczyckie mieszczaninowi krakowskiemu Janowi zwanemu Bork .
Na zamku dobczyckim Jan Długosz pisał część swych kronik i wychowywał synów królewskich, w tym Kazimierza, późniejszego świętego. W 1450 r. w Dobczycach urodził się Leonard Vitreatoris – polski astronom i matematyk, dziekan Akademii Krakowskiej (obecnie Uniwersytet Jagielloński). Mieszkańcy miasta cieszyli się przywilejami królewskimi, pozwalającymi np. na zakup soli z żup wielickich. W handlu duże znaczenie odgrywały w XVI i XVII wieku suszone śliwy, a także wełna i sukno.
Po potopie szwedzkim koniunktura w Dobczycach załamała się. W okresie rozbiorowym Dobczyce znajdowały się w zaborze austriackim. Od 1782 r. należały do cyrkułu bocheńskiego.  W wydanym po raz pierwszy w 1786 r. dziełku pt. „Geografia (...) Galicyi i Lodomeryi” jego autor, hrabia Ewaryst Andrzej Kuropatnicki, nie poświęcił Dobczycom wiele miejsca, pisząc o miasteczku: Kościołem murowanym tylko się zdobi, już tylko tu są ostatki ruderów zamku królewskiego, w którym ś. Kazimierz, królewicz polski mieszkał.
Kolejny okres wzmożonego rozwoju przypada dopiero na wiek XIX. 1 kwietnia 1864 roku zostaje założony urząd pocztowy. Rozwój został jednak zahamowany pod koniec tego stulecia przez nieurodzaj i epidemię cholery.
2 lutego 1907 roku z inicjatywy ks. Władysława Kwiczały i ks. Wojciecha Górnego.w Dobczycach powstała Spółka Oszczędności i Pożyczek. Nazwę zmieniono przed II wojną światową na Kasa Spółdzielcza w Dobczycach. Po II wojnie światowej bank nosił nazwę: Bank Spółdzielczy w Dobczycach.
W czasie okupacji niemieckiej mieszkająca w Dobczycach rodzina Strzeleckich udzieliła pomocy Heni Rosen. W 1983 roku Instytut Jad Waszem podjął decyzję o przyznaniu Annie, Alinie Marii, Barbarze i Krystynowi Strzeleckim tytułu Sprawiedliwych wśród Narodów Świata.
W latach 1975–1998 miasto należało do woj. krakowskiego.

## Zabytki
Obiekty wpisane do rejestru zabytków nieruchomych województwa małopolskiego.
- Zespół urbanistyczno-krajobrazowy miasta, ślady szachownicowego planu miasta, plac zw. Majdaniec, fragment murów obronnych, ruiny zamku, kościół pw. św. Jana Chrzciciela, pozostałość zabudowy regionalnej;
- kościół pw. św. Jana Chrzciciela, otoczenie, starodrzew;
- ruiny zamku, otoczenie z drzewostanem.

### Burmistrzowie Dobczyc
Burmistrzowie Dobczyc od 1990
- Marcin Pawlak (1990–1998)
- Leszek Soboń (1998–2002)
- Marcin Pawlak (2002–2015)
- Paweł Machnicki (2015–2018)[12]
- Tomasz Suś (od 2018)

## Turystyka
Znajduje się tu Jezioro Dobczyckie – sztuczny zbiornik wodny na Rabie (woda dla Krakowa i okolic), hotel, a także Muzeum Regionalne PTTK. 1 czerwca 2014 r. zdecydowano się na otwarcie zapory na Jeziorze Dobczyckim dla ruchu turystycznego. W latach 2014–2020 planuje się stopniowe zagospodarowywanie terenów wokół jeziora, głównie do celów edukacyjnych oraz turystycznych.

## Sport
W mieście działa klub piłkarski Raba Dobczyce utworzony w 1922 r. Barwami klubowymi „Raby” są niebieski i biały.
Od 1993 r. w Dobczycach organizowany jest coroczny Międzynarodowy Festiwal Szachowy pamięci Józefa Dominika, urodzonego w tym mieście polskiego szachisty.
Od 2010 r. swoją działalność rozpoczął klub siatkarski „Feniks”. Barwami klubowymi „Feniksa” są czerń i czerwień.
W 2013 r. powstało Stowarzyszenie Dobczycki Klub Biegacza. Z inicjatywy stowarzyszenia powstała siłownia plenerowa. Stowarzyszenie organizuje również corocznie Bieg Dobczycki.

## Demografia

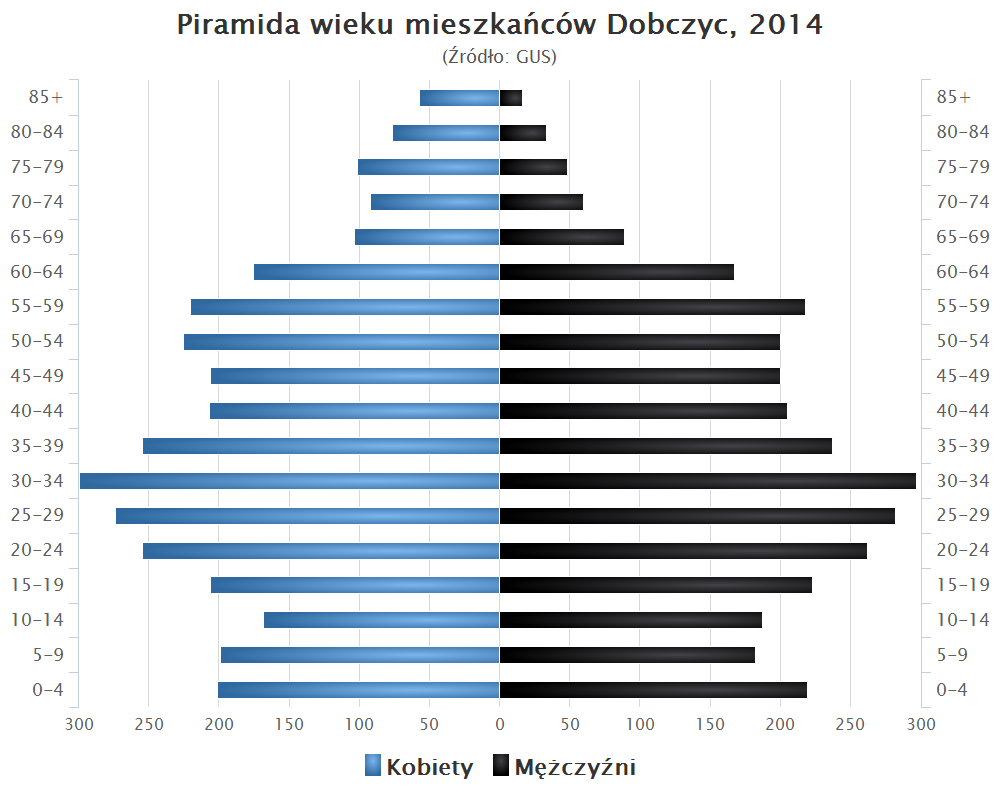
Piramida wieku mieszkańców Dobczyc w 2014 roku

## Wspólnoty wyznaniowe
- Kościół rzymskokatolicki:
  - kościół pw. Matki Bożej Wspomożenia Wiernych
- Świadkowie Jehowy:
  - zbór Dobczyce (Sala Królestwa Myślenice)[15].

## Współpraca międzynarodowa
Miasta partnerskie:
- Niemcy Versmold
- Słowacja Šarišské Michaľany

## Galeria

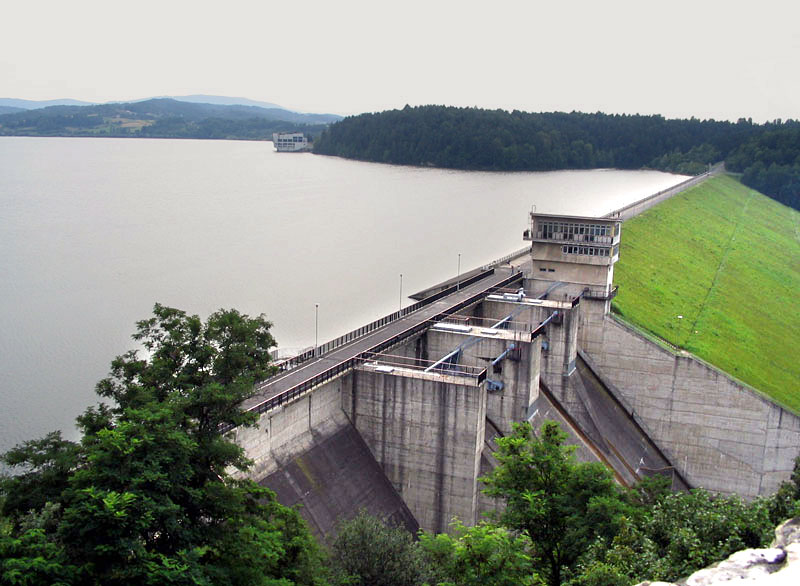
Zapora wodna
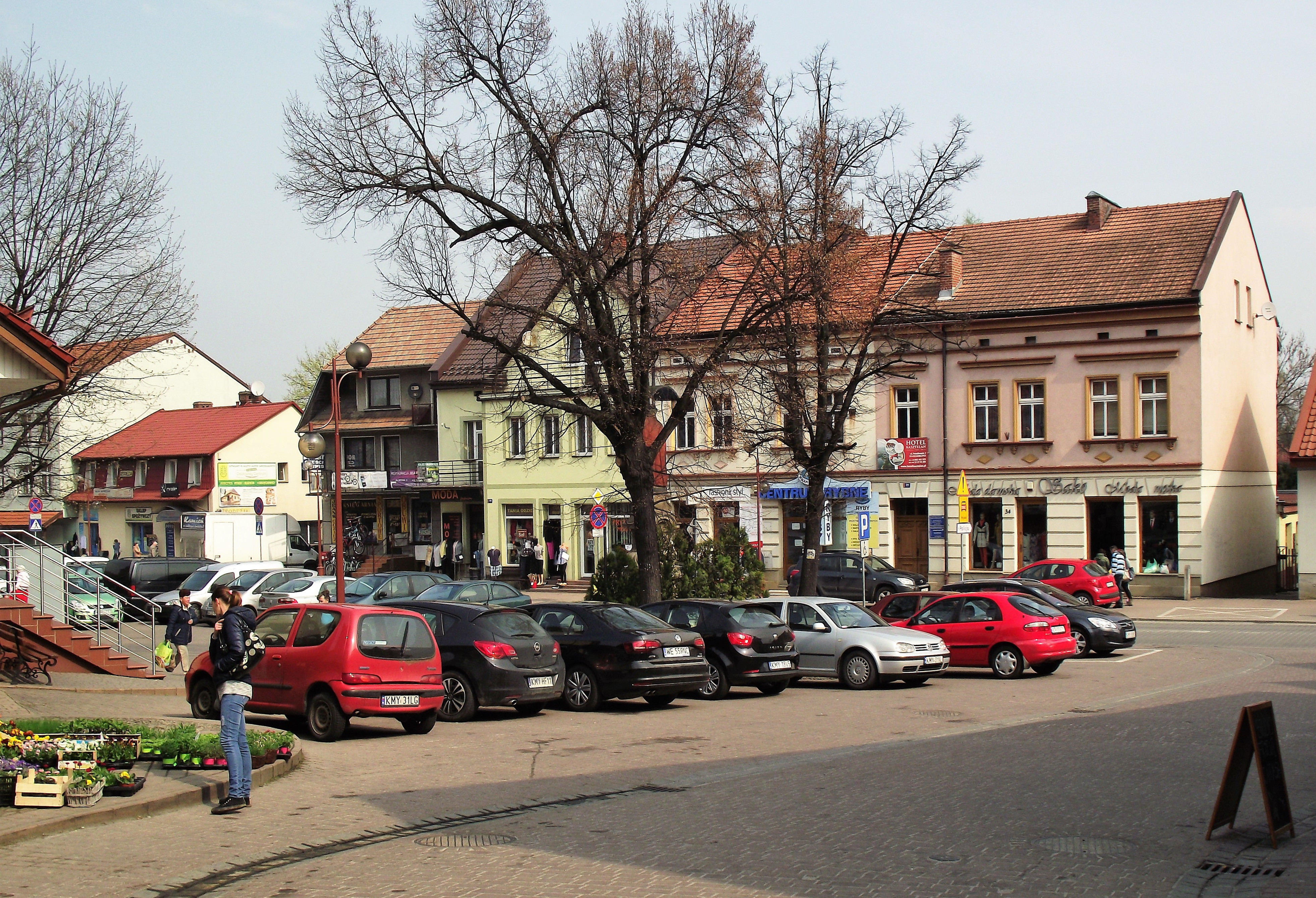
Rynek
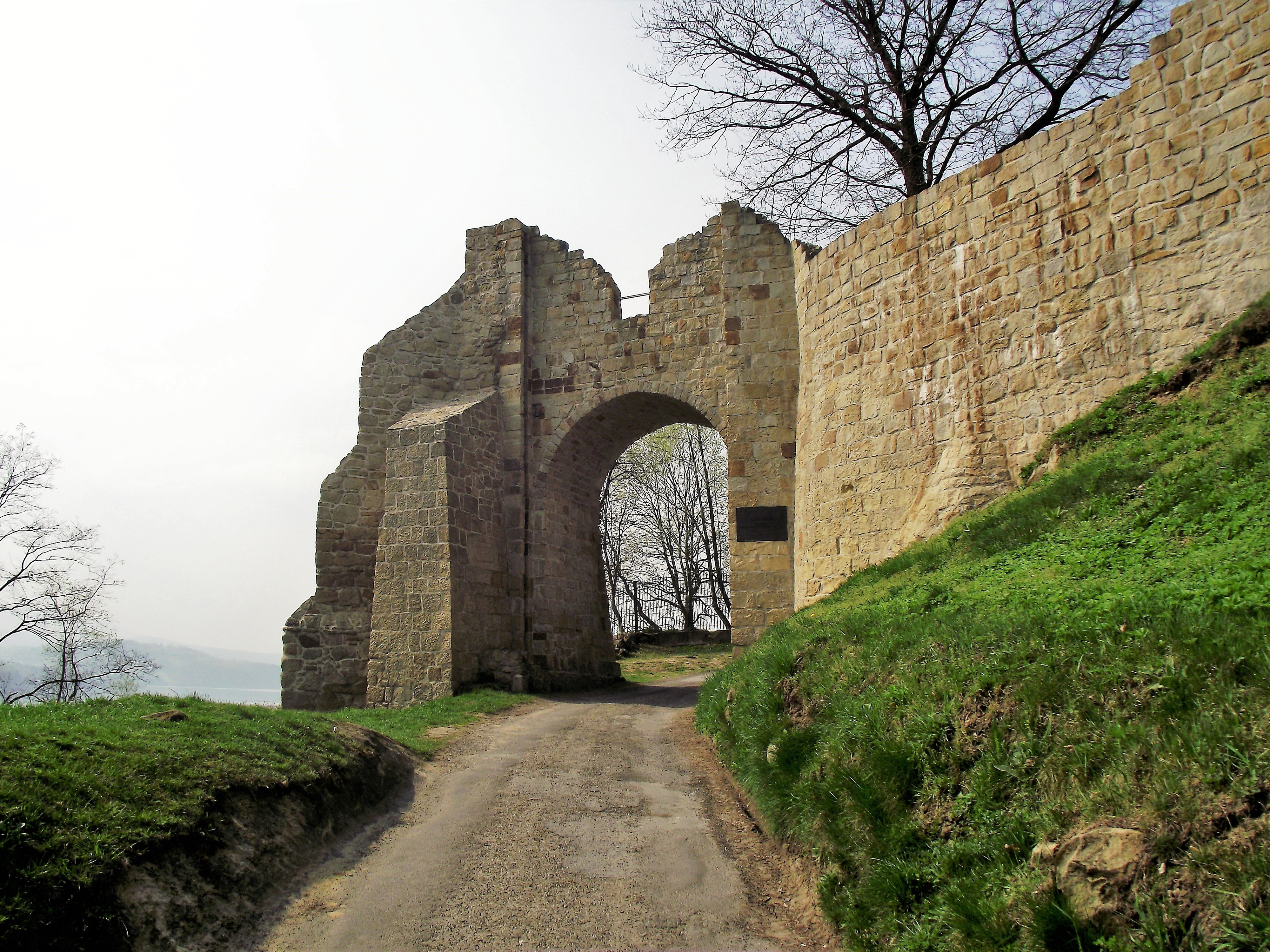
Pozostałości bramy miejskiej
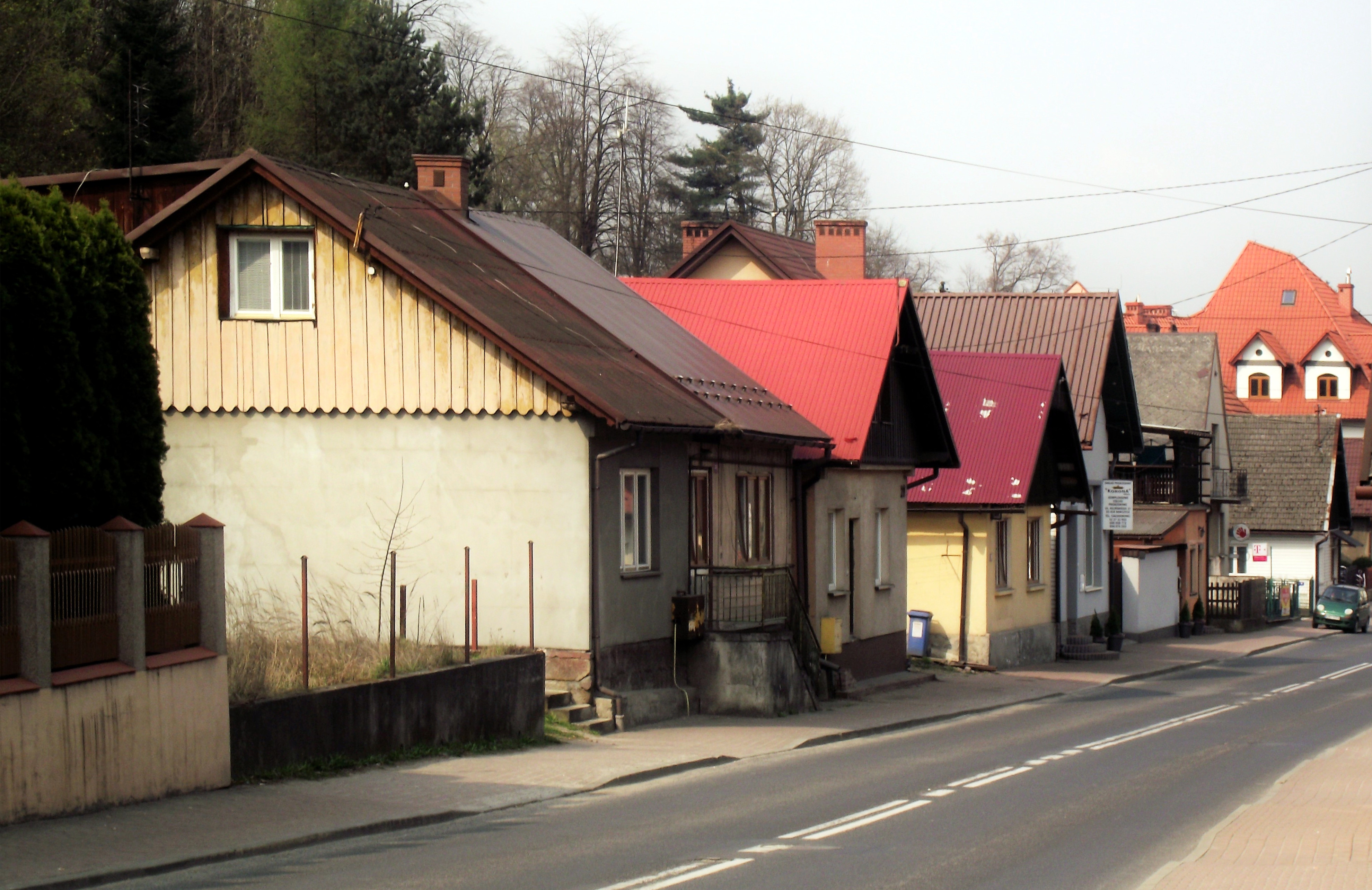
Ulica Kilińskiego